# 尼克森大廈
尼克森大廈（英語：Nexen Building）是一座位於加拿大亞伯達省卡爾加里的37層摩天大樓，高152（499英尺）。屬於加拿大能源公司尼克森。